# Неутрална зона (амерички фудбал)
Неутрална зона (енгл. Neutral zone), је простор који се пружа између линија скримиџа у америчком фудбалу. Она одваја нападачку и одбрамбену формацију играча. У неутралној зони се смеју налазити само лопта и играч који је држи. Док је игра неактивна улаз у неутралну зону је забрањен. Ова зона не постоји ни у једном другом случају осим током отпочињања напада.